# Josefína Kablíková
Josefína Kablíková, rozená Ettelová (9. března 1787 Vrchlabí – 21. července 1863 Vrchlabí) byla česká botanička. Věnovala se sběru a zpracování zejména krkonošské květeny. Je po ní pojmenována rostlina devětsil Kablíkové (Petasites kablikianus).

## Život

### Mládí, sňatek s V. Kablíkem
Narodila se jako jedno ze sedmi dětí německého továrníka Davida Ettela, majitele vrchlabské papírny, jehož rodina patřila k nejváženějším ve městě. Josefínu již od dětství přitahovala příroda, hory, lesy a louky v okolí jejího bydliště. Její zájem o rostliny a sběr květin dal základ jejímu pozdějšímu přírodovědnému zaměření.
Byla vychována v duchu svého stavu. Aby byla co nejlépe připravena na svou životní úlohu ženy v domácnosti, byla ve svých dvanácti letech poslána na výchovu do kláštera voršilek v Praze (na dnešní Národní třídě na Novém Městě). Po svém návratu do Vrchlabí se v devatenácti letech zasnoubila s Vojtěchem Kablíkem (1783–1853), působícím ve městě od roku 1805 jako lékárník v místní lékárně "U černého orla." Její manžel nebyl pouze vrchlabským lékárníkem, ale i zdatným vynálezcem, přírodovědcem a chemikem. Vyvinul např. novou účinnou metodu bělení papíru, kterou pak ve výrobním procesu svého podniku využil bratr Josefíny Gabriel Ettel, dědic otcovy papírny.
Vojtěch Kablík projevil pochopení pro zálibu své choti v botanice, která se tak mohla i díky jeho porozumění a pomoci soustavně odborně vzdělávat a zároveň upevňovat své společenské postavení. I manželovým přičiněním se postupně z pozice „tüchtige Hausfrau“ – zdatné hospodyně dostala do uznávaného postavení jako „gebildete Dame“ – vzdělaná dáma.

### Botanická činnost
Botanická činnost Josefíny začínala spontánně, vycházkami do přírody, postupným prozkoumáváním okolí Vrchlabí, krkonošského podhůří, Jizerských hor, posléze pak celých Krkonoš včetně Sněžky. Při svých vycházkách si všímala typické vegetace dané oblasti a jejího charakteru. Postupně se její zájem rozšiřoval, stoupal a nabýval charakter systematičtější práce. Do tajů botaniky i správného způsobu preparování rostlin jí jako první pomohl zasvětit medik Václav Blažej Mann. Pod jeho vedením se věnovala sběru tajnosnubných organismů – hub, mechů a lišejníků. V svém díle Catalogus Herbarii Floras Bohemicae jich uvedla celkem 198 a připojila i jejich abecední seznam.
V r. 1825 se Kablíková stala členkou Výměnného ústavu pro výměnu herbářových položek, založeného v roce 1819 v Praze Filipem Maxmiliánem Opizem. Začala zásobovat ústav rostlinami, v letech 1827–1847 tam odeslala 48 299 položek, což činí v průměru 2 415 položek ročně. Za celou dobu svého působení v Opizově ústavu pro výměnu herbářových položek dodala Kablíková této instituci úctyhodných 240 tisíc položek, aniž by za to uplatňovala nároky nebo si kladla nějaké podmínky. Kromě toho nasbírala a usušila přibližně 50 tisíc rostlin, které buď skrze ústav, nebo osobně rozeslala různým institucím po celé Evropě a část si ponechala pro svoji potřebu do svého osobního herbáře.
Díky jejím zásilkám do různých institucí a škol – např. do Rakouska, Anglie a Německa - se její činnost stala známou po celé Evropě. Herbářové položky od ní se vyznačovaly vysokou kvalitou, mohly sloužit za vzor každému praktickému botanikovi. V r. 1830 Opiz v článku Mein Naturalien – tauschunternehmen am Schlusse des Jahres uvedl, že: „Při výměnném styku zasílá J. Kablíková nejkrásnější a charakteristicky preparované rostliny.“
Renomé, jež Kablíkové přinesly její zásluhy o floristický výzkum Krkonoš, jí po Opizově ústavu vyneslo členství ještě v několika dalších vědních společnostech. V r. 1841 byla na Opizův návrh přijata za korespondující členku Královské bavorské botanické společnosti. V r. 1851 se stala zakládajícím členem pražského přírodně-historického spolku Lotos. V roce 1853 se jako jediná žena zařadila mezi členy Zoologické botanické společnosti ve Vídni. Byla rovněž členem geologické společnosti ISIS v Drážďanech, členství jí bylo přiznáno od roku 1860.

Královské bavorské botanické společnosti v Řezně poslala v herbářích postupně úplnou flóru Krkonoš. Slezské společnosti pro vlasteneckou kulturu ve Vratislavi dodala vše potřebné k vytvoření Herbarium Silesiacum. Podílela se rovněž na práci prof. dr. Josefa Karla Malého ze Štýrského Hradce Enumeratio plantarum phanerogamicarum Imperii Austriaci universi. Dr. Václav Mann pro svoji disertační práci o lišejnících v Čechách použil kryptogenní rostliny, které pro něj Josefína Kablíková nasbírala v Krkonoších a které mu pro jeho práci naposílala. Část textu od Josefíny Kablíkové použil lékař Jan Nepomuk Eiselt do své knihy o léčivých účincích janskolázeňských minerálních vod. Další své příspěvky posílala vrchlabská botanička i do různých časopisů, např. do Illustrierte Theaterzeitungči Ost und West.
Část svých floristických sbírek Kablíková využila k obohacení přírodovědného kabinetu, který spolu s manželem zřídili v jejich vrchlabské lékárně. Kromě umně zpracovaných herbářových položek obsahoval sbírky nejrůznějších živočichů, ale např. i minerálů. Kabinet, otevřený v r. 1845, si brzy získal zasloužený věhlas a navštěvovali jej zájemci z blízkého i dalekého okolí. Přírodopisné sbírky Kablíkových zhlédli např. F. X. Zippe, J. E. Purkyně se syny Karlem a Emanuelem, Jan Gebauer, František Pošepný aj.
Nedílnou částí vědecké práce Kablíkové byla korespondence s mnoha vědci a významnými osobnostmi z naší země i zahraničí. Patřili k nim např. K. S. Amerling, F. S. Pluskal, E. Purkyně aj.

### Soukromý život, odkaz
Manželství Josefíny a Vojtěcha Kablíkových zůstalo bezdětné, manželé se ovšem o to více mohli věnovat přírodním vědám i dobročinnosti. Za to byli oba jmenováni čestnými občany města Vrchlabí. Když bylo v r. 1831 Vrchlabí stiženo cholerou, založil Vojtěch Kablík zařízení, kde se vařila výživná rumfordská polévka pro hladovějící. V duchu dobročinnosti byl sestaven i Kablíkův testament, zaměřený na sociální účely a podporu farmacie.
Josefína svého muže přežila o deset let. V závěti určila dědice, mezi něž rozdělila lékárenská nemovitost, další movité i nemovité jmění již plně věnovala na charitativní a mecenášské účely. Závěť zahrnovala pomoc nuzákům i zřízení nadace na podporu chudých studentů farmacie. Své přírodovědné sbírky odkázala několika institucím.
Vzhledem k blízkému, patrně příbuzenskému vztahu manželů Kablíkových k malířské rodině Mánesových vzniklo několik obrazů Josefíny Kablíkové od různých členů Mánesovy rodiny. Osobnost Josefíny Kablíkové inspirovala i vrchlabskou lékárnici a spisovatelku Marii Kubátovou k napsání několika článků a povídky. Památku významné botaničky uctilo i město Vrchlabí, které po ní pojmenovalo jednu ze svých ulic. Zásluhy o botaniku vynesly Josefíně Kablíkové označení „kněžka krkonošské flóry“.